# Acyrtus pauciradiatus
Acyrtus pauciradiatus is een  straalvinnige vissensoort uit de familie van schildvissen (Gobiesocidae). De wetenschappelijke naam van de soort is voor het eerst geldig gepubliceerd in 2004 door Sampaio, de Anchieta, Nunes & Mendes.